# Lonchaea aculeata
Lonchaea aculeata är en tvåvingeart som beskrevs av Mario Bezzi 1910. Lonchaea aculeata ingår i släktet Lonchaea och familjen stjärtflugor. Inga underarter finns listade i Catalogue of Life.